# Труфанов, Кузьма Григорьевич
Кузьма Григорьевич Труфанов (15 ноября 1901 года, село Старая Меловая, Старо-Меловская волость, Нижнедевицкий уезд, Воронежская губерния, ныне Петропавловский район, Воронежская область — 30 декабря 1958 года, Анапа, Краснодарский край) — советский военный деятель, Генерал-майор (4 июня 1942 года).

## Начальная биография
Кузьма Григорьевич Труфанов родился 15 ноября 1901 года в селе Старая Меловая ныне Петропавловского района Воронежской области.

## Военная служба

### Гражданская война
В мае 1918 года призван в ряды РККА и направлен красноармейцем в 100-й стрелковый полк, после чего принимал участие в боевых действиях против немецких войск и гайдамаков на Украине, а затем — на Южном фронте против войск под командованием генерала А. И. Деникина.
С сентября 1919 года служил в составе 19-го кавалерийского полка (4-я Ленинградская кавалерийская дивизия, 1-я Конная армия) и участвовал в боевых действиях против войск генералов под командованием А. И. Деникина и П. Н. Врангеля, вооруженных формирований Н. И. Махно, а также в советско-польской войне.
За проявленное мужество в боях против польских интервентов и махновцев награждён орденом Красного Знамени.

### Межвоенное время
В апреле 1921 года направлен на учёбу на Краснодарские кавалерийские курсы, после окончания которых с января 1923 года направлен в 81-й кавалерийский полк (14-я кавалерийская дивизия, Северокавказский военный округ), где служил на должностях младшего командира, командира кавалерийского взвода, помощника командира эскадрона, командира и политрук эскадрона. В течение июня — июля 1924 года, находясь на должности командира взвода, принимал участие в боевых действиях против вооруженных формирований в районе Майкопа. В том же году вступил в ряды ВКП(б).
С февраля 1927 года служил в Тверской кавалерийской школе на должностях помощника командира эскадрона, начальника команды красноармейцев и вновь помощника командира эскадрона.
В ноябре 1930 года направлен на учёбу на кавалерийские курсы усовершенствования командного состава в Новочеркасске, после окончания которых в мае 1931 года командовал кавалерийскими эскадронами курсантов в составе Калининской кавалерийской школы и Объединённой кавалерийской школы, дислоцированной в Тамбове.
После окончания разведывательных курсов усовершенствования командного состава в ноябре 1935 года назначен на должность командира разведывательного батальона в составе 84-й стрелковой дивизии (Московский военный округ), в июне 1937 года — на должность адъютанта 1-го разряда, а в июне 1938 года — на должность помощника инспектора Инспекции кавалерии РККА. Летом того же года майор Труфанов находился с инспекцией в составе 121-го кавалерийского полка. После начала конфликта в районе озера Хасан, он вместе с полком выступил к границе, после чего принял участие в ходе боевых действий, в ходе которых был назначен на должность начальника 2-го отделения штаба 39-го стрелкового корпуса. По оценке командира корпуса комкора Г. М. Штерна, Труфанов «работал исключительно добросовестно, выполнял поручения командования корпуса на передовых линиях», за что награждён орденом Красного Знамени.
После окончания курсов усовершенствования высшего начальствующего состава при Академии Генштаба в июле 1940 года был назначен на должность командира 9-го мотоциклетного полка (7-й механизированный корпус, Московский военный округ).

### Великая Отечественная война
С началом войны корпус в составе 20-й армии находился в резерве Ставки Верховного Главнокомандования и затем был включён в состав Западного фронта, после чего вёл тяжёлые оборонительные боевые действия на рубеже рек Западная Двина и Днепр на борисовском, смоленском и ярцевском направлениях и течение с 6 по 8 июля участвовал в ходе фронтового контрудара во фланг 3-й танковой группе противника из района севернее Орша на Сенно. 9 июля Труфанов был тяжело ранен, а 8 августа за отличие в первых боях награждён орденом Ленина.
После излечения назначен на должность начальника Ташкентского кавалерийского училища, а в марте 1943 года — на должность заместителя командующего 5-й гвардейской танковой армией, которая вскоре принимала участие в боевых действиях в ходе Курской битвы и во встречном танковом сражении в районе Прохоровки, а затем — в ходе Белгородско-Харьковской наступательной операции
В сентябре 1943 года назначен на должность командира 18-го танкового корпуса, который вёл тяжёлые боевые действия по расширению плацдарма на правом берегу Днепра юго-восточнее Кременчуга.
В октябре 1943 года генерал-майор Кузьма Григорьевич Труфанов был тяжело ранен и после излечения в госпитале в ноябре 1944 года уволен в отставку.
Умер 30 декабря 1958 года в Анапе (Краснодарский край). Похоронен на старом Анапском кладбище.

## Награды
- Три ордена Ленина (09.08.1941, 22.02.1944, 21.05.1945);
- Три ордена Красного Знамени (192?, 25.10.1938, 03.11.1944);
- Орден Суворова 2 степени (27.08.1943);
- Медали СССР:
  - «XX лет Рабоче-Крестьянской Красной Армии» (22.02.1938)
  - «За Победу над Германией в Великой Отечественной войне 1941—1945 гг.»

Иностранные награды:
- Командор Ордена Британской Империи (Великобритания 1944)[2]